# 李·美臣
李·史提芬·美臣（英語：Lee Stephen Mason，1971年10月29日—），一般稱為李·美臣，英格蘭足球球證，出身於保頓，現時為英超執法球證。
美臣在英格蘭球證當中，風格較為寬鬆，對於較輕微的犯規經常視而不見。

## 外部連結
英超球證